# Jules Pierrard
Pour les articles homonymes, voir Piérard.
Jules Pierrard, né à Mouzon le 29 janvier 1808 et mort à Reims le 31 mars 1879 est un industriel à Reims mais à son époque le terme d'usage était manufacturier.
Il a créé à Reims la première fonderie de fer du département et est le fondateur de la Société de secours mutuels dite de Saint-Éloi à Reims.

## Biographie
Jean-Joseph-Jules Pierrard naît à Mouzon le 29 janvier 1808. Il épouse Marie Augustine Mélanie Parpaite (1810-1881) et le couple a deux enfants.
Il créa à Reims la première fonderie de fer du département. En 1863, il dépose un certificat d'addition au brevet d'invention de quinze ans du 3 février 1863, no 57.273 pour une étaleuse mécanique appliquée au travail des matières filamenteuses.
En 1864, il fonde une société en nom collectif avec ses deux fils.
Il a été Conseiller municipal de la ville de Reims, fondateur et président de la société de secours mutuels dite de St-Éloi.
Il décède le 31 mars 1879 à Reims et est inhumé au Cimetière du Nord de Reims.

## Société de secours mutuels dite de St-Éloi
Dans la seconde moitié du XIXe siècle, il n’existe pas encore de système généralisé de protection sociale. Des sociétés mutuelles et de prévoyance se développent alors, pour répondre ponctuellement aux aléas de l’existence. La Société de secours mutuels dite de St-Éloi est l’une d’elles à Reims, créé par Jules Pierrard.

## Hommage
En hommage à Jules Pierrard, une rue de Reims est dénommée, en 1894, rue Pierrard-Parpaite, du nom de Jules Pierrard et de son épouse Marie Augustine Mélanie Parpaite.
Jules Pierrard est fait chevalier dans l'Ordre national de la Légion d'honneur.